# Festival international du film de Toronto 2002
Le Festival international du film de Toronto 2002, 27e édition du festival, s'est déroulé du 5 au 17 septembre 2002.

## Prix
| Prix                             | Film                  | Réalisateur           |
| -------------------------------- | --------------------- | --------------------- |
| People's Choice Award            | Paï (Whale Rider)     | Niki Caro             |
| Discovery Award                  | The Magdalene Sisters | Peter Mullan          |
| Visions Award                    | L'Arche russe         | Alexandre Sokourov    |
| Visions Award - Special Citation | La Cité de Dieu       | Fernando Meirelles    |
| Visions Award - Special Citation | Gerry                 | Gus Van Sant          |
| Best Canadian Feature Film       | Spider                | David Cronenberg      |
| Best Canadian First Feature Film | Marion Bridge         | Wiebke von Carolsfeld |
| Best Canadian Short Film         | Blue Skies            | Ann Marie Fleming     |
| Prix FIPRESCI                    | Les Chemins de l'oued | Gaël Morel            |
| Prix FIPRESCI – Mention spéciale | Open Hearts           | Susanne Bier          |

## Programmes

### Galas
- 11'09"01 - September 11 (France) de Youssef Chahine, Amos Gitaï, Shōhei Imamura, Alejandro González Iñárritu, Claude Lelouch, Ken Loach, Samira Makhmalbaf, Mira Nair, Idrissa Ouedraogo, Sean Penn, Danis Tanović
- Antwone Fisher (USA) de Denzel Washington
- Ararat (Canada) de Atom Egoyan
- Ivre de femmes et de peinture (Chihwaseon) (Corée du Sud) de Im Kwon-taek
- Décalage horaire (France) de Danièle Thompson
- Femme fatale (France/USA) de Brian De Palma
- Frères du désert (The Four Feathers) (USA) de Shekhar Kapur
- Frida (USA) de Julie Taymor
- Le Fils (The Guys) (USA) de Jim Simpson
- L'Homme de la Riviera (The Good Thief) (Royaume-Uni/France/Irlande) de Neil Jordan
- L'Homme du train (France) de Patrice Leconte
- In America (Irlande/Royaume-Uni) de Jim Sheridan
- Loin du paradis (Far from Heaven) (USA) de Todd Haynes
- Moonlight Mile (USA) de Brad Silberling
- Un lit pour quatre (El otro lado de la cama) (Espagne) de Emilio Martínez-Lázaro
- Phone Game (Phone Booth) (USA) de Joel Schumacher
- Spider (Canada/Royaume-Uni/France) de David Cronenberg
- Laurier blanc (White Oleander) (USA) de Peter Kosminsky

### Masters
- All or Nothing (Royaume-Uni) de Mike Leigh
- La Dernière Lettre (France) de Frederick Wiseman
- Dirty Pretty Things (Royaume-Uni) de Stephen Frears
- L'Homme sans passé (Mies vailla menneisyyttä) (Finland/Allemagne/France) de Aki Kaurismäki
- Kannathil Muthamittal (Inde) de Mani Ratnam
- Le Serviteur de Kali (Nizhalkuthu) (Inde/France) de Adoor Gopalakrishnan
- Chroniques indiennes (Mondo Meyer Upakhyan) (Inde) de Buddhadev Dasgupta
- Sex Is Comedy (France) de Catherine Breillat
- Le Sourire de ma mère (L'ora di religione: Il sorriso di mia madre) (Italie) de Marco Bellocchio
- Sweet Sixteen (United Kingdom/Allemagne/Spain) de Ken Loach
- Ten (Iran/France) de Abbas Kiarostami
- Ten Minutes Older: The Cello (Allemagne) de Bernardo Bertolucci, Claire Denis, Mike Figgis, Jean-Luc Godard, Jiří Menzel, Michael Radford, Volker Schlöndorff, István Szabó
- L'Enfant au violon (He ni zai yi qi) (Chine) de Chen Kaige

### Visions
- Blissfully Yours (Sud sanaeha) (Thaïlande/France) de Apichatpong Weerasethakul
- La Cité de Dieu (Cidade de Deus) (Brésil) de Fernando Meirelles
- Dolls (Japon/France) de Takeshi Kitano
- Le FIls (Belgique/France) des frères Dardenne
- Gerry (USA) de Gus Van Sant
- Happy Here and Now (USA) de Michael Almereyda
- Irréversible (France) de Gaspar Noé
- Japón (Mexico/Spain) de Carlos Reygadas
- Ken Park (USA/Pays-Bas/France) de Larry Clark et Edward Lachman
- Lilya 4-ever (Lilja 4-ever) (Suède) de Lukas Moodysson
- Le Voyage de Morvern Callar (Morvern Callar) (Royaume-Uni) de Lynne Ramsay
- Musikk for bryllup og begravelser (Norvège) de Unni Straume
- Novo (France/Espagne/Suisse) de Jean-Pierre Limosin
- Personal Velocity: Three Portraits (USA) de Rebecca Miller
- Public Toilet (Hong Kong/Chine/Corée du Sud) de Fruit Chan
- L'Arche russe (Rousski kovtcheg) (Russie/Allemagne) de Alexandre Sokourov
- A Snake of June (Rokugatsu no hebi) (Japon) de Shin'ya Tsukamoto
- Teknolust (USA) de Lynn Hershman Leeson
- Après la vie, la trilogie 1 (France/Belgique) de Lucas Belvaux
- Cavale, la trilogie 2 (France/Belgique) de Lucas Belvaux
- Un couple épatant, la trilogie 3 (France/Belgique) de Lucas Belvaux
- Vendredi soir (France) de Claire Denis
- La Vie nouvelle (France) de Philippe Grandrieux
- Un mondo d'amore (Italie) de Aurelio Grimaldi

### Special Presentations
- Huit Femmes (France) de François Ozon
- 8 Mile (USA) de Curtis Hanson
- Adolphe (France) de Benoît Jacquot
- Assassination Tango (USA) de Robert Duvall
- Auto Focus (USA) de Paul Schrader
- Cœurs inconnus (Between Strangers) (Canada/Italie) de Edoardo Ponti
- Bowling for Columbine (USA) de Michael Moore
- City of Ghosts (USA) de Matt Dillon
- Dirty Deeds (Australie) de David Caesar
- Intervention divine (Yadon ilaheyya) (France/Palestine/Maroc/Allemagne) de Elia Suleiman
- Le Club des empereurs (The Emperor's Club) (USA) de Michael Hoffman
- Evelyn (Irlande) de Bruce Beresford
- Heaven (France/Allemagne/USA) de Tom Tykwer
- Le Chant des sirènes (I've Heard the Mermaids Singing]) (Canada) de Patricia Rozema
- Laurel Canyon (USA) de Lisa Cholodenko
- Max (Canada/Allemagne/USA) de Menno Meyjes
- Le Voyage de Chihiro (Sen to Chihiro no kamikakushi) (Japon/USA) de Hayao Miyazaki
- Punch-Drunk Love (USA) de Paul Thomas Anderson
- Un Américain bien tranquille (The Quiet American) (Australie/USA) de Phillip Noyce
- Le Chemin de la liberté (Rabbit-Proof Fence) (Australie) de Phillip Noyce
- The Secret Lives of Dentists (USA) de Alan Rudolph
- Shaolin Soccer (Siu lam juk kau) (Hong Kong/Chine) de Stephen Chow
- Motown : La Véritable Histoire (Standing in the Shadows of Motown) (USA) de Paul Justman
- Tso Chaplin Mutual Shorts (Charlot policeman, Charlot fait une cure, Charlot s'évade) (USA) de Charlie Chaplin
- Parle avec elle (Hable con ella) (Espagne) de Pedro Almodóvar
- Touching Wild Horses (Canada/Royaume-Uni/Allemagne) de Eleanore Lindo
- La Turbulence des fluides (Canada) de Manon Briand
- La Famille Delajungle, le film (The Wild Thornberrys Movie) (USA) de Jeff McGrath et Cathy Malkasian

### Dialogues: Talking With Pictures
- Billy Jack (USA) de Tom Laughlin
- Conversation secrète (USA) de Francis Ford Coppola
- Les Moissons du ciel (USA) de Terrence Malick
- Les Temps modernes (USA) de Charles Chaplin
- Le Banni des îles (Royaume-Uni) de Carol Reed
- Pickpocket (France) de Robert Bresson

### Discovery
- Bellissima (Pologne) de Artur Urbanski
- Chicken Poets (Chine) de Meng Jinghui
- Les Diables (France/Espagne) de Christophe Ruggia
- The Exam (Iran) de Nasser Refaie
- Hard Gooddees: My Father (Grèce/Allemagne) de Penny Panayotopoulou
- Hukkle (Hongrie) de György Pálfi
- Imagine 17 ans (USA) de Jeffrey Porter
- The Last Great Wilderness (Royaume-Uni) de David Mackenzie
- Leo (USA/Royaume-Uni) de Mehdi Norowzian
- Letters in the Wind (Iran) de Ali Reza Amini
- The Magdalene Sisters (Royaume-Uni/Irlande) de Peter Mullan
- Whale Rider (Nouvelle-Zélande/Allemagne) de Niki Caro
- Woman Of Water (Japon) de Hidenori Sugimori
- Women's Prison (Iran) de Manijeh Hekmat
- Blue (Japon) de Hiroshi Ando

### Real To Reel
- Atlantic Drift (Autriche/France) de Michel Daeron
- Blind Spot: Hitler's Secretary (Autriche) de André Heller et Othmar Schmiderer
- Cuban Rafters (Espagne) de Carles Bosch et Josep M. Domenech
- Cul De Sac: A Suburban War Story (USA) de Garrett Scott
- Elsewhere (Autriche) de Nikolaus Geyrhalter
- Être et avoir (France) de Nicolas Philibert
- Family (Danemark) de Sami Saif et Phie Ambo
- Gabriel Orozco (Mexique) de Juan Carlos Martín
- Horns and Halos (USA) de Suki Hawley et Michael Galinsky
- Local Angel (USA/Israel) de Udi Aloni
- Lost in La Mancha (USA/United Kingdom) de Keith Fulton et Louis Pepe
- My Name Was Sabina Spielrein (Suède/Suisse/Danemark/Finlande) de Elisabeth Marton
- The Nazi (USA) de Rod Lurie
- Neapolitan Heart (Italie) de Paolo Santoni
- OT: Our Town (USA) de Scott Hamilton Kennedy
- Promise Land (Royaume-Uni) de Gili Dolev
- Railroad of Hope (Chine) de Ning Ying
- Spellbound (USA) de Jeff Blitz
- Stevie (USA) de Steve James
- The Sweatbox (United Kingdom) de John-Paul Davidson et Trudie Styler
- This Winter (Chine) de Zhong Hua
- Le Procès de Henry Kissinger (USA/Royaume-Uni) de Eugene Jarecki
- Le Peuple migrateur (France/Allemagne/Spain/Italie/Suisse) de Jacques Perrin

### Midnight Madness
Midnight Madness
- Alive (en) (Japan) de Ryuhei Kitamura
- Bubba Ho-tep (USA) de Don Coscarelli
- Cabin Fever (USA) de Eli Roth
- The Eye (Hong Kong/Thailand/United Kingdom) de Oxide Pang et Danny Pang Phat
- MC5: A True Testimonial (USA) de David C. Thomas
- My Little Eye (United Kingdom) de Marc Evans
- Spun (USA) de Jonas Åkerlund
- Volcano High (South Korea) de Kim Tae-gyun

### Wavelengths
- The Aperture Of Ghostings: Catherine Street; Creased Robe Smile; Elsa Kirk (USA) de Lewis Klahr
- The Art Of Fugue (Japan) de Takashi Ishida
- Bautismo (USA) de Casey Koehler
- Counterfeit Film (USA) de Brett Simon
- Daylight Moon (USA) de Lewis Klahr
- Endless Obsession (USA) de Glen Fogel
- Gestalt (Japan) de Takashi Ishida
- Going Back Home (Canada) de Louise Bourque
- Gossamer Conglomerate (USA) de Courtney Hoskins
- Imaginary Light (USA) de Andrew Noren
- Incense (Japan) de Shiho Kano
- An Injury To One (USA) de Travis Wilkerson
- Looking At The Sea (USA) de Peter Hutton
- The Man We Want To Hang (USA) de Kenneth Anger
- Manual (Allemagne/United Kingdom) de Christoph Girardet (en) et Matthias Müller
- Munkphilm (USA) de Courtney Hoskins
- National Archive: V.1 (USA) de Travis Wilkerson
- Puce Moment (USA) de Kenneth Anger
- Scratch (Allemagne) de Christoph Girardet (en)
- Self Portrait Post Mortem (Canada) de Louise Bourque
- Swiss Trip (Aka Rivers And Landscapes) (Allemagne) de Oskar Fischinger
- Time Being (USA) de Andrew Noren
- Ultima Thule (USA) de Janie Geiser
- Very And Night Mulch (USA) de Stan Brakhage
- Wien & Mozart And Elvis (USA) de Jonas Mekas

### Canadian Open Vault
- La Vraie Nature de Bernadette (Canada) de Gilles Carle

### Perspective Canada
- The Baroness And The Pig (Canada) de Michael Mackenzie
- Blue Skies (Canada) de Ann Marie Fleming
- Bollywood Hollywood (Canada) de Deepa Mehta
- Countdown (Canada) de Nathan Morlando
- Culture (Canada) de Donigan Cumming
- La Derniere Voix (Canada) de Julien Fonfrède et Karim Hussain
- Evelyn: The Cutest Evil Dead Girl (Canada) de Brad Peyton
- Fix: The Story Of An Addicted City (Canada) de Nettie Wild
- Flower & Garnet (Canada) de Keith Behrman
- Flux (Canada) de Chris Hinton
- Folk (Canada) de Ryan Feldman
- Gambling, Gods and LSD (Canada/Switzerland) de Peter Mettler
- Heatscore (Canada) de Adam Brodie et Dave Derewlany
- Is The Crown At War With Us? (Canada) de Alanis Obomsawin
- Islands (Canada) de Richard Fung
- Lighthead (Canada) de Daniel Sadler
- Little Dickie (Canada) de Anita McGee
- Lonesome Joe (Canada) de Mark Sawers
- Long Life, Happiness & Prosperity (Canada) de Mina Shum
- Le Marais (Canada) de Kim Nguyen
- Marion Bridge (Canada) de Wiebke Von Carolsfeld
- Moon In The Afternoon (Canada) de Simon Davidson
- Die Mutter (Canada) de Cliff Caines
- Le Neg' (Canada) de Robert Morin
- Océan (Canada) de Catherine Martin
- Once Upon A Time On The Beach (Canada) de Byron Lamarque
- Past Perfect (Canada) de Daniel MacIvor
- Perfect Pie (Canada) de Barbara Willis Sweete
- Prom Fight: The Marc Hall Story (Canada) de Larry Peloso
- Punch (Canada) de Guy Bennett
- Rondo Pour Trompette (Canada) de Jean-Sebastien Baillat
- Les Rossy (Canada) de Jennifer Alleyn
- Rub & Tug (Canada) de Soo Lyu
- S.P.C.E. (Canada) de Marc Bisaillon
- Saint Monica (Canada) de Terrance Odette
- Saskatchewan (Canada) de Brian Stockton
- Shadowy Encounters (Canada) de Gariné Torossian
- Short Hymn_Silent War 03 (Canada) de Charles Officer
- Song Of The Firefly (Canada) de Izabella Pruska-Oldenhof
- Spring Chickens (Canada) de Matthew Holm
- The Stone of Folly (Canada) de Jesse Rosensweet
- Straight in the Face (Canada) de Peter Demas
- Tom (Canada) de Mike Hoolboom
- The True Meaning Of Pictures: Shelde Lee Adams' Appalachia (Canada) de Jennifer Baichwal
- Why Don't You Dance? (Canada) de Michael Downing
- The Wild Dogs (Canada) de Thom Fitzgerald
- Yellowknife (Canada) de Rodrigue Jean
- Deadend.Com (Canada) de S. Wyeth Clarkson
- Snooze (Canada) de Stephane LaFleur

### Contemporary World Cinema
- Aiki (Japon) de Daisuke Tengan
- Angela (Italie) de Roberta Torre
- Printemps d'automne (République tchèque) de Vladimír Michálek
- BaadAsssss Cinema (USA/Royaume-Uni) de Isaac Julien
- Le Baiser de l'ours (Allemagne) de Sergueï Bodrov
- Bend It Like Beckham (Royaume-Uni) de Gurinder Chadha
- The Best of Times (Taïwan) de Chang Tso-chi
- Better Luck Tomorrow (USA) de Justin Lin
- Bienvenue à Collinwood (USA) de Anthony et Joe Russo
- Big Shot's Funeral (China) de Feng Xiaogang
- Black and White (Australie) de Craig Lahiff
- Blue Car (USA) de Karen Moncrieff
- Blue Gate Crossing (Taïwan/France) de Yee Chin-yen
- El Bonaerense (Argentine) de Pablo Trapero
- Le Crime du père Amaro (Mexique/Espagne/Argentine/France) de Carlos Carrera
- Cry Woman (Chine/Corée du Sud/France/Canada) de Liu Bingjian
- The Cuckoo (Russie) de Aleksandr Rogozhkin
- Every Day God Kisses Us On The Mouth (Roumanie) de Sinişa Dragin
- Falcons (Islande/United Kingdom/Norvège/Allemagne/France) de Friðrik Þór Friðriksson
- Fuehrer Ex (Allemagne/Italie) de Winfried Bonengel
- Gasoline (Italie) de Monica Stambrini
- The Ghost Of F. Scott Fitzgerald (USA) de Charles Lyons
- The Heart of Me (Royaume-Uni) de Thaddeus O'Sullivan
- L'Idole (France) de Samantha Lang
- Intacto (Espagne) de Juan Carlos Fresnadillo
- The Intended (Royaume-Uni/Danemark) de Kristian Levring
- Julie Walking Home (Canada/Allemagne/Pologne) de Agnieszka Holland
- Kedma (France/Israël/Italie) de Amos Gitai
- The Kite (Russia) de Alexei Muradov
- Love Liza (USA) de Todd Louiso
- The Lover (Russie) de Valeriy Todorovskiy
- A Lucky Day (Argentine/Italie) de Sandra Gugliotta
- Ma vraie vie à Rouen (France) de Olivier Ducastel et Jacques Martineau
- Madame Satã (Brésil) de Karim Aïnouz
- Never Get Outta The Boat (USA) de Paul Quinn
- Nothing More (Cuba/Spain/France/Italy) de Juan Carlos Cremata Malberti
- Nowhere in Africa (Allemagne) de Caroline Link
- The Nugget (Australie) de Bill Bennett
- Once Upon a Time in the Midlands (Royaume-Uni/Allemagne) de Shane Meadows
- One Night the Moon (Australie) de Rachel Perkins
- Open Hearts (Danemark) de Susanne Bier
- Une part du ciel (France/Belgique/Luxembourg) de Benedicte Lienard
- Plaisirs inconnus (Japon/France/Corée du Sud/Chine) de Jia Zhang-Ke
- Pleasant Days (Hongrie) de Kornél Mundruczó
- Poniente (Espagne) de Chus Gutierrez
- Prayer (USA) de Jay Rosenblatt
- Pure (United Kingdom) de Gillies MacKinnon
- Long Way Home (Raising Victor Vargas) (USA) de Peter Sollett
- Ana (USA) de Patricia Cardoso
- Reno: Rebel Without A Pause (USA) de Nancy Savoca
- Respiro (Italie/France) de Emanuele Crialese
- Roger Dodger (USA) de Dylan Kidd
- Rosa La China (Portugal/Espagne/Cuba/France) de Valeria Sarmiento
- The Sea (Islande/France/Norvège) de Baltasar Kormákur
- La Secrétaire (Secretary) (USA) de Steven Shainberg
- Small Voices (Philippines) de Gil M. Portes
- The Space Between (USA/Canada) de Chad Lowe
- Springtime in a Small Town (Chine) de Tian Zhuangzhuang
- Step On It (Autriche) de Sabine Derflinger
- Tan de repente (Argentine) de Diego Lerman
- Sur le bout des doigts (France) de Yves Angelo
- The Three Marias (Brésil/Italie) de Aluízio Abranches
- Ticket To Jerusalem (Pays-Bas/Palestine/France) de Rashid Masharawi
- Monrak Transistor (Thaïlande) de Pen-Ek Ratanaruang
- Tuck Everlasting (USA) de Jay Russell
- Un nouveau Russe (France/Russie/Allemagne) de Pavel Lounguine
- Vingt-quatre heures de la vie d'une femme (France) de Laurent Bouhnik
- The Voice Of The Prophet (USA) de Robert Edwards
- Warriors (Espagne) de Daniel Calparsoro
- Wretched Lives (Philippines) de Joel Lamangan

### Planet Africa
- Abouna (France/Chad) de Mahamat Saleh Haroun
- Ataklan -- Naked Walk (Trinité-et-Tobago) de Walt Lovelace
- Black Attack (Trinité-et-Tobago) de Walt Lovelace
- Les Chemins de l'oued (France) de Gaël Morel
- G (USA) de Chrstopher Scott Cherot
- George and the Bicycle Pump (Cuba) de Asha Lovelace
- I Have a Dream (USA) de Zak Ove
- Khorma, enfant du cimetière (France/Belgique/Tunisie) de Jilani Saadi
- Mud Madness (Trinité-et-Tobago) de Walt Lovelace
- Now Jimmy! (Jamaïque) de Mary Wells
- Promised Land (South Africa) de Jason Xenopoulos
- Rendez-Vous (USA) de Mariette Monpierre
- Royal Bonbon (France/Canada/Haïti) de Charles Najman
- Shottas (USA/Jamaïque) de Cess Silvera
- A String of Pearls (USA) de Camille Billops et James V. Hatch
- Ubuntu's Wounds (USA/Afrique du Sud) de Sechaba Morojele
- En attendant le bonheur (France/Mauritanie) de Abderrahmane Sissako
- Alexei and the Spring (Japon) de Seiichi Motohashi

### National Cinema Lineup -- Harvest: South Korean Renaissance
- Bad Guy (Corée du Sud) de Kim Ki-duk
- Camel(s) (Corée du Sud) de Park Ki-yong
- Champion (Corée du Sud) de Kwak Kyung-taek
- Desire (Corée du Sud) de Kim Eung-su
- Oasis (Corée du Sud) de Lee Chang-dong
- Sympathy for Mister Vengeance (Corée du Sud) de Park Chan-wook
- Take Care of My Cat (Corée du Sud) de Jeong Jae-eun
- Too Young to Die (Corée du Sud) de Park Jin-pyo
- Turning Gate (Corée du Sud) de Hong Sang-soo
- The Way Home (Corée du Sud) de Lee Jeong-hyang

### Canadian Retrospective -- Allan King
- Children In Conflict Episode: A Talk With Irene (Canada) de Allan King
- Come On Children (Canada) de Allan King
- The Dragon's Egg (Canada) de Allan King
- Dreams (Canada) de Allan King
- Epilogue (Canada) de Allan King
- The Field Day (Canada) de Allan King
- Interview with Orson Welles (Canada) de Allan King
- Joshua, A Nigerian Portrait (Canada) de Allan King
- Maria (Canada) de Allan King
- A Married Couple (Canada) de Allan King
- A Matter of Pride (Canada) de Allan King
- Red Emma (Canada) de Allan King et Martin Kinch
- Rickshaw (Canada) de Allan King
- Running Away Backwards (Canada) de Allan King
- Skidrow (Canada) de Allan King
- Warrendale (Canada) de Allan King
- Who Has Seen the Wind (Canada) de Allan King
- Who's in Charge? (Canada) Sig Gerber

### Director's Spotlight -Robert Guédiguian
- Dernier Été (France) de Robert Guédiguian et Frank Le Wita
- Dieu vomit les tièdes (France) de Robert Guédiguian
- Marie-Jo et ses deux amours (France) de Robert Guédiguian
- Marius et Jeannette (France) de Robert Guédiguian
- La ville est tranquille (France) de Robert Guédiguian
- À l'attaque ! (France) de Robert Guédiguian
- À la place du cœur (France) de Robert Guédiguian
- À la vie, à la mort ! (France) de Robert Guédiguian

### Two Feet, One Angel: A Tribute To Ramiro Puerta
- Contradanza No. 2 (Canada) de Ramiro Puerta
- Crucero/Crossroads (Canada) de Ramiro Puerta
- Les Amants du cercle polaire (Espagne) de Julio Médem
- Fraise et Chocolat (Cuba/Mexique/Espagne) de Tomás Gutiérrez Alea et Juan Carlos Tabío
- The Topic of Cancer (Canada) de Ramiro Puerta
- Two Feet, One Angel (Canada) de Ramiro Puerta
- Exxxorcisms (Mexique) de Jaime Humberto Hermosillo